# 479 př. n. l.

## Události
- léto – bitva u Platají – Řekové zničili perskou armádu

## Úmrtí
- Konfucius (* 551 př. n. l.)
- Mardonios, perský vojevůdce

## Hlava státu
- Perská říše – Xerxés I. (486 – 465 př. n. l.)
- Egypt – Xerxés I. (486 – 465 př. n. l.)
- Sparta – Pleistarchos (480 – 458 př. n. l.) a Leótychidás II. (491 – 469 př. n. l.)
- Athény – Calliades (480 – 479 př. n. l.) » Xanthippus (479 – 480 př. n. l.)
- Makedonie – Alexandr I. (498 – 454 př. n. l.)
- Římská republika – konzulé K. Fabius Vibulanus a T. Verginius Tricostus Rutilus (479 př. n. l.)
- Syrakusy – Gelo (491 – 478 př. n. l.)
- Kartágo – Hanno II. (480 – 440 př. n. l.)